# 小南門駅 (上海市)
小南門駅（しょうなんもんえき）は中華人民共和国上海市黄浦区に位置する上海地下鉄9号線の駅である。

## 歴史
- 2009年12月31日：開業[1]。

## 駅構造
島式ホーム1面2線を有する地下駅。

### のりば
| 番線 | 路線    | 行先           |
| ---- | ------- | -------------- |
| 1    | ■ 9号線 | 上海松江站方面 |
| 2    | ■ 9号線 | 曹路方面       |

（出典：上海地下鉄:站层图）

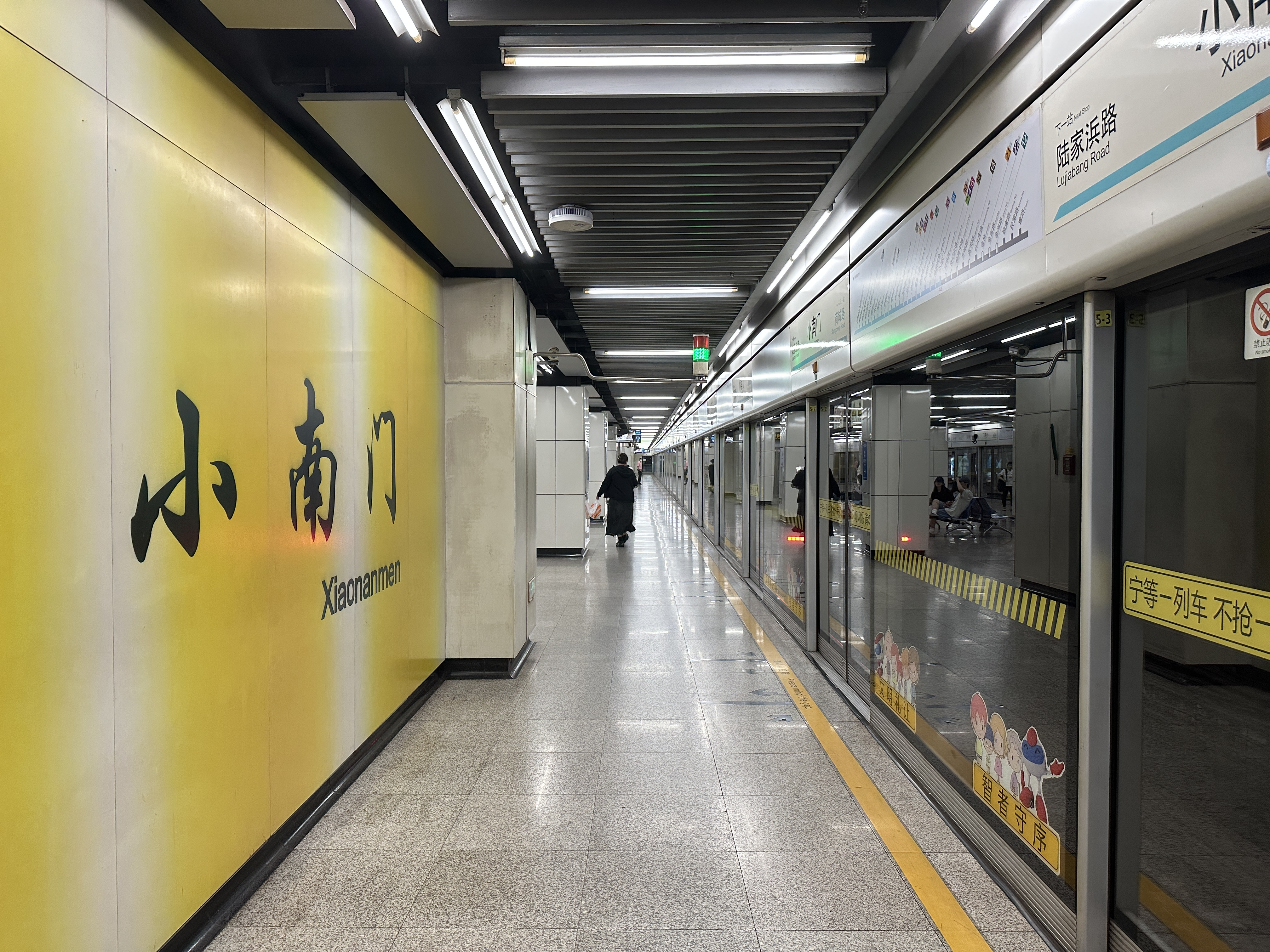
ホーム
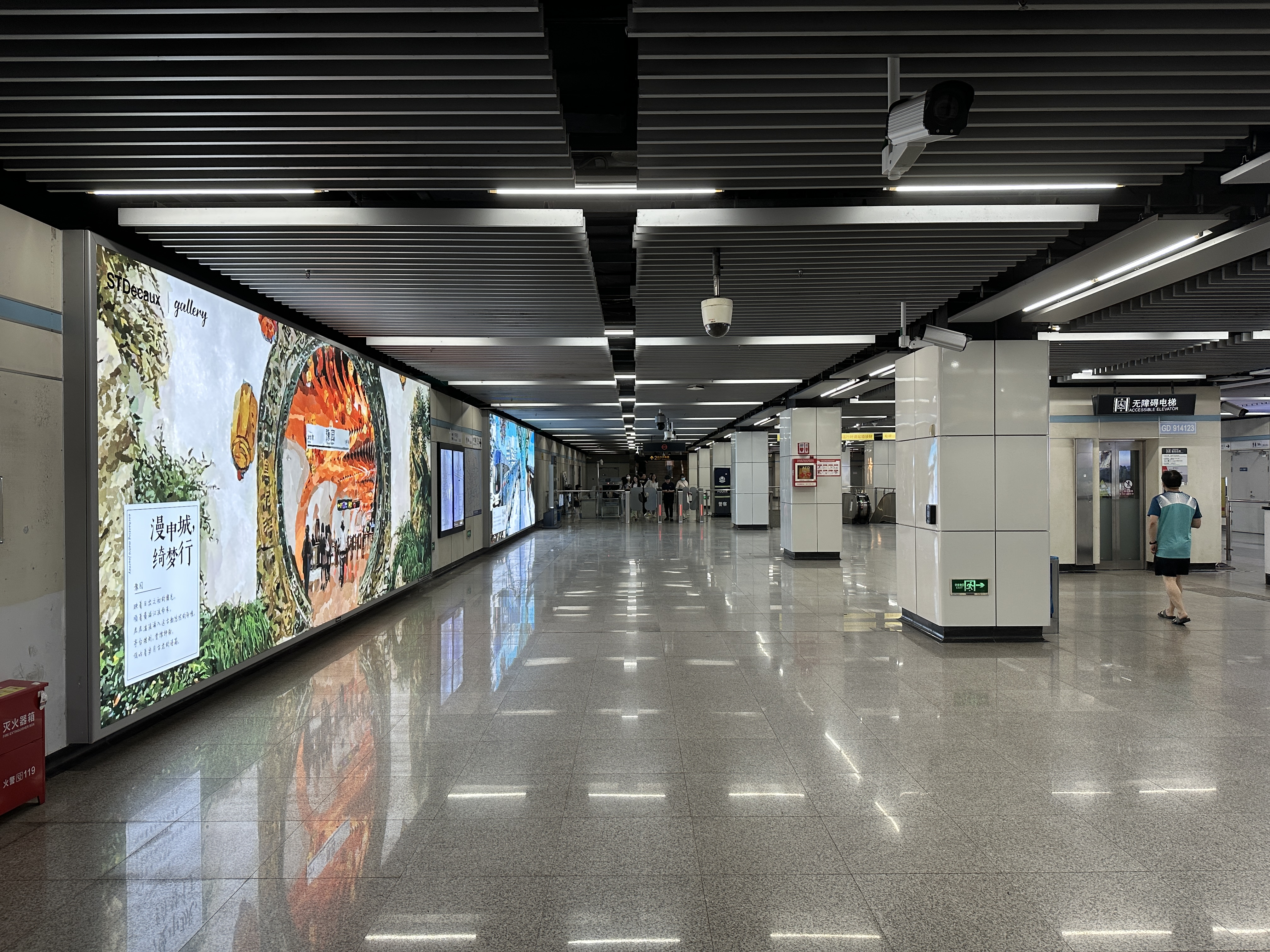
コンコース

## 駅周辺
- 小南門（朝陽門）遺跡（中国語版）
- 小南門警鐘楼（中国語版）
- 徳興館（中国語版）
- 融創外灘壹号院
- 朝陽門ビル
- 中華路第三小学
- 通達ビル

## バス路線
11、304、324、866、926

## 隣の駅
上海軌道交通
■ 9号線
陸家浜路駅 - 小南門駅 - 商城路駅